# Tongul
Il Tongul (in russo Тонгул?) è un fiume della Russia siberiana occidentale, affluente di sinistra del Čet'. Scorre nel Mariinskij rajon dell'oblast' di Kemerovo e nei rajon Tegul'detskij rajon e Zyrjanskij dell'oblast' di Tomsk. Appartiene al bacino dell'Ob' superiore e al sottobacino del Čulym.
Il fiume proviene da una palude nel nord del distretto Mariinskij. Scorre in direzione nord e nord-ovest nella pianura del Čulym (Чулымская равнина). Il bacino del fiume è quasi completamente ricoperto dalla taiga. Sfocia nel Čet' a 83 km dalla foce. Ha una lunghezza di 102 km e il suo bacino è di 1 760 km².